# Правителство на Станко Тодоров 2
Второто правителство на Станко Тодоров е седемдесет и шесто правителство на България (дванадесето на Народна република България), избрано от VII народно събрание на 17 юни 1976 г. Приемник е на първото правителство на Станко Тодоров 1. Управлява до 18 юни 1981 г., след което се преобразува в правителството на Гриша Филипов.

## Съставяне
Кабинетът, оглавен от Станко Тодоров, е съставен от политически дейци на Отечествения фронт (Българска комунистическа партия и БЗНС (казионен).

### Кабинет
Сформира се от следните 24 министри, 5 зам.-председатели и един председател на Министерския съвет:
| министерство                                                                                  | име | име              | партия |
| --------------------------------------------------------------------------------------------- | --- | ---------------- | ------ |
| председател на Министерския съвет                                                             |     | Станко Тодоров   | БКП    |
| първи зам.-председател на Министерския съвет                                                  |     | Тано Цолов       | БКП    |
| зам.-председател на Министерския съвет, председател на Комитета за държавен и народен контрол |     | Кръстю Тричков   | БКП    |
| зам.-председател на Министерския съвет, председател на Държавния комитет за планиране         |     | Кирил Зарев      | БКП    |
| зам.-председател на Министерския съвет                                                        |     | Мако Даков       | БКП    |
| зам.-председател на Министерския съвет                                                        |     | Андрей Луканов   | БКП    |
| финанси                                                                                       |     | Белчо Белчев     | БКП    |
| председател на Държавния комитет за наука, технически прогрес и висше образование             |     | Начо Папазов     | БКП    |
| председател на Комитета за изкуство и култура                                                 |     | Людмила Живкова  | БКП    |
| вътрешни работи                                                                               |     | Димитър Стоянов  | БКП    |
| народна отбрана                                                                               |     | Добри Джуров     | БКП    |
| външни работи                                                                                 |     | Петър Младенов   | БКП    |
| народна просвета                                                                              |     | Ненчо Станев     | БКП    |
| минерални ресурси                                                                             |     | Стамен Стаменов  | БКП    |
| снабдяване и държавни резерви                                                                 |     | Николай Жишев    | БКП    |
| енергетика                                                                                    |     | Никола Тодориев  | БКП    |
| химическа промишленост                                                                        |     | Георги Панков    | БКП    |
| машиностроене и металургия                                                                    |     | Никола Калчев    | БКП    |
| електроника и електротехника                                                                  |     | Йордан Младенов  | БКП    |
| лека промишленост                                                                             |     | Стоян Жулев      | БКП    |
| земеделие и хранителна промишленост                                                           |     | Ганчо Кръстев    | БКП    |
| строежи и архитектура                                                                         |     | Григор Стоичков  | БКП    |
| транспорт                                                                                     |     | Васил Цанов      | БКП    |
| вътрешна търговия и услуги                                                                    |     | Георги Караманев | БКП    |
| външна търговия                                                                               |     | Иван Недев       | БКП    |
| гори и горска промишленост                                                                    |     | Янко Марков      | БЗНС   |
| съобщения                                                                                     |     | Пандо Ванчев     | БЗНС   |
| народно здраве                                                                                |     | Ангел Тодоров    | БКП    |
| правосъдие                                                                                    |     | Светла Даскалова | БЗНС   |
| министър без ресор                                                                            |     | Димитър Жулев    | БКП    |

#### Ведомства без ранг на министерства
| министерство                                            | име | име                | партия |
| ------------------------------------------------------- | --- | ------------------ | ------ |
| председател на Комитета по опазване на природната среда |     | Георги Павлов      | БКП    |
| председател на Централно статистическо управление       |     | Стефан Стефанов    | БКП    |
| председател на Комитета по труда и работната заплата    |     | Ангел Чаушев       | БКП    |
| председател на БНБ                                      |     | Веселин Никифоров1 | БКП    |

- 1: – член на правителството.

### Промени в кабинета

#### от 28 септември 1976
- Николай Жишев е назначен за първи секретар на Областния комитет на БКП в Бургас.[8]

| министерство                                                          | име | име           | партия |
| --------------------------------------------------------------------- | --- | ------------- | ------ |
| зам.-председател на Министерския съвет, снабдяване и държавни резерви |     | Сава Дълбоков | БКП    |

#### от 4 февруари 1977
| министерство    | име | име            | партия |
| --------------- | --- | -------------- | ------ |
| външна търговия |     | Христо Христов | БКП    |

#### от 12 май 1977
- Преобразуват се следните ведомства:[9]
  - Министерството на строежите и архитектурата в Министерство на строителството и строителните материали.

| министерство                                               | име | име             | партия |
| ---------------------------------------------------------- | --- | --------------- | ------ |
| строителство и строителни материали                        |     | Иван Сакарев    | БКП    |
| председател на Съвета за териториално и селищно устройство |     | Григор Стоичков | БКП    |

#### от 20 юли 1977
- Освободени са:
  - Ангел Тодоров от поста министър на народното здраве да премине на дипломатическа работа.
  - Никола Калчев от поста министър на машиностроенето и металургията да поема поста завеждащ отдел „Промишленост и транспорт“ при ЦК на БКП.[10]

| министерство               | име | име             | партия |
| -------------------------- | --- | --------------- | ------ |
| машиностроене и металургия |     | Тончо Чакъров   | БКП    |
| народно здраве             |     | Радой Попиванов | БЗНС   |

#### от 19 октомври 1977
| министерство                                             | име | име           | партия |
| -------------------------------------------------------- | --- | ------------- | ------ |
| първи зам. председател на Държавния комитет за планиране |     | Тодор Божинов | БКП    |

#### от 15 ноември 1977
- Преобразуват се следните ведомства:[11][12]
  - Министерството на машиностроенето и металургията в Мнистерство на машиностроенето
  - Министерството на минералните ресурси в Министерство на металургията и минералните ресурси.

| министерство                                                                       | име | име             | партия |
| ---------------------------------------------------------------------------------- | --- | --------------- | ------ |
| машиностроене                                                                      |     | Тончо Чакъров   | БКП    |
| председател на Комитета за тежко инвестиционно машиностроене                       |     | Тодор Дюлгеров  | БКП    |
| председател на Комитета по транспортно, селскостопанско и строително машиностроене |     | Върбан Джамбов  | БКП    |
| металургия и минерални ресурси                                                     |     | Стамен Стаменов | БКП    |
| народна просвета                                                                   |     | Дража Вълчева   | БКП    |
| председател на Държавния комитет за наука и технически прогрес                     |     | Начо Папазов    | БКП    |

#### от 22 декември 1977
| министерство                       | име | име             | партия |
| ---------------------------------- | --- | --------------- | ------ |
| председател на Комитета за култура |     | Людмила Живкова | БКП    |

#### от 28 април 1978
- Освободени са:
  - Сава Дълбоков от поста зам.-председател на Министерския съвет и министър на снабдяването и държавните резерви да премине на работа в Националния съвет на Отечествен фронт като първи заместник-председател.[13]
  - Мако Даков от поста зам.-председател на Министерския съвет да премине на работа в Българска академия на науките като неин заместник-председател.

| министерство                                                   | име | име                | партия |
| -------------------------------------------------------------- | --- | ------------------ | ------ |
| земеделие и хранителна промишленост                            |     | Григор Стоичков    | БКП    |
| първи зам. министър на земеделието и хранителната промишленост |     | Екатерина Маринова | БКП    |
| първи зам. министър на земеделието и хранителната промишленост |     | Васил Цанов        | БКП    |
| снабдяване и държавни резерви                                  |     | Йордан Младенов    | БКП    |
| електроника и електротехника                                   |     | Васил Хубчев       | БКП    |

#### от 16 април 1979
| министерство                                       | име | име           | партия |
| -------------------------------------------------- | --- | ------------- | ------ |
| председател на Държавния комитет за стандартизация |     | Никола Калчев | БКП    |

#### от 29 април 1979
- Направени са следните промени:
  - Министерството на земеделието и хранителната промишленост се закрива, а неговите функция се поемат от новосъздаденият Национален аграрно-промишлен съюз (НАПС).[14]
  - Васил Цанов и Екатерина Маринова са освободени от постовете първи зам.-министри на земеделието и хранителната промишленост.

| министерство                           | име | име             | партия |
| -------------------------------------- | --- | --------------- | ------ |
| председател на НАПС                    |     | Васил Цанов1    | БКП    |
| зам.-председател на Министерския съвет |     | Георги Йорданов | БКП    |
| зам.-председател на Министерския съвет |     | Тодор Божинов2  | БКП    |

- 1: – с ранг на министър.
- 2: – освобождава поста първи зам.-председател на Министерския съвет.

#### от 27 септември 1979
- Освободени са:
  - Георги Йорданов от поста зам.-председател на Министерския съвет.
  - Тодор Божинов от поста първи зам.-председател на Държавния комитет за планиране.

#### от 26 декември 1979
| министерство                                  | име | име            | партия |
| --------------------------------------------- | --- | -------------- | ------ |
| първи зам.-председател на Комитета за култура |     | Милчо Германов | БКП    |

#### от 28 декември 1979
- Тано Цолов е освободен от поста първи зам.-председател на Министерския съвет поради здравословни причини.[15]

| министерство                              | име | име            | партия |
| ----------------------------------------- | --- | -------------- | ------ |
| зам.-председател на Министерския съвет    |     | Дража Вълчева  | БКП    |
| народна просвета                          |     | Александър Фол | БКП    |
| първи зам. министър на народната просвета |     | Панка Бабукова | БКП    |

#### от 26 февруари 1980
| министерство                           | име | име             | партия |
| -------------------------------------- | --- | --------------- | ------ |
| зам.-председател на Министерския съвет |     | Стамен Стаменов | БКП    |

#### от 7 май 1980
| министерство      | име | име            | партия |
| ----------------- | --- | -------------- | ------ |
| лека промишленост |     | Румен Сербезов | БКП    |

#### от 28 май 1980
| министерство                                             | име | име            | партия |
| -------------------------------------------------------- | --- | -------------- | ------ |
| председател на Комитета за архитектура и благоустройство |     | Стефан Стайнов | БКП    |

#### от 11 май 1981
| министерство                   | име | име          | партия |
| ------------------------------ | --- | ------------ | ------ |
| първи зам.-председател на НАПС |     | Минчо Панков | БКП    |

#### от 27 май 1981
| министерство        | име | име               | партия |
| ------------------- | --- | ----------------- | ------ |
| председател на НАПС |     | Александър Петков | БКП    |